# Katharine Esdaile
Pour les articles homonymes, voir Esdaile.
Katharine Esdaile (1881-1950) est une historienne d'art britannique, spécialiste de la sculpture post-médiévale et du sculpteur d'origine française Louis François Roubillac.

## Biographie
Katharine Ada McDowall naît à Londres le 23 avril 1881, fille d'Andrew McDowall, secrétaire du Girls' Public Day School Trust, et de son épouse, Ada Benson, directrice des écoles secondaires de Norwich, d'Oxford et de Bedford. Son oncle maternel, l'évêque Edward White Benson, a été archevêque de Cantorbéry. 
Elle fait ses études secondaires à la Notting Hill High School, puis elle obtient une bourse pour le Lady Margaret Hall à Oxford où elle obtient son diplôme de lettres classiques en 1903.
Katharine Esdaile s'intéresse particulièrement à la sculpture antique et à la numismatique grecque et romaine, sujets auxquels elle consacre, à partir de 1904, plusieurs articles dans le Journal of Hellenic Studies et le Numismatic Chronicle, sur des monnaies grecques et romaines, et sur des portraits de la sculpture classique. Elle épouse en 1907 Arundell Esdaile (en), secrétaire du British Museum de 1926 à 1940, et ils ont trois enfants, une fille suivie de deux fils.
Pendant la Première Guerre mondiale, elle travaille pour l'éditeur londonien Batsford, où elle suit la publication des livres d'architecture britannique. Après la guerre, ses intérêts se déplacent vers la sculpture post-médiévale anglaise. Elle s'intéresse notamment aux monuments funéraires dans les églises anglaises, qu'elle répertorie et photographie, et qui forment la base d'articles publiés de 1920 à sa mort. Une première série d'articles paraît dans The Architect, en 1921 et 1922, puis elle est l'autrice d'entrées sur des sculpteurs anglais dans le dictionnaire biographique de Thieme et Becker, Allgemeines Lexicon der bildenden Künster von der Antike bis zur Gegenwart à partir de 1924. Elle publie également en 1946 un ouvrage de référence, English Church Monuments 1510-1840.

### Réhabilitation de l’œuvre de différents sculpteurs
Katharine Esdaile publie un premier article dans le Times Literary Supplement en 1921, sur un médaillon du sculpteur d'origine française installé en Angleterre, Louis François Roubillac. Elle consacre deux ouvrages au sculpteur, Roubiliac's Work at Trinity College, Cambridge en 1924, et en 1928, une monographie intitulée The Life and Works of Louis François Roubiliac, ouvrage qui lui vaut la médaille de la Royal Society of Arts en 1928. 
Elle publie différents articles sur Edward Stanton (en), William Stanton (en), Epiphanius Evesham (en), Robert Taylor.
Elle meurt  le 31 août 1950, à l'hôpital Queen Victoria de East Grinstead, dans le Sussex.
Son fils Edmund Esdaile vend, après sa mort, les archives de Katharine Esdaile — ses carnets de notes et sa correspondance — à la bibliothèque Huntington de San Marino, en Californie,.

## Publications
- English Monumental Sculpture since the Renaissance, 1927
- Life and Times of Franfois Roubiliac, 1929
- Temple Church Monuments, 1933
- English Church Monuments, 1510-1840, 1947